# Panagia
Panagia és el nom grec que rep el títol de Maria, mare de Jesús que significa 'Santíssima' i que és una de les denominacions freqüents de la Verge al cristianisme ortodox. Per extensió, també s'aplica a un tipus de representació mariana propi de l'església oriental que apareix en pintures, medallons i ornaments de roba litúrgica. Nombrosos santuaris i monestirs grecs reben també aquest nom tot i no contenir aquesta icona.

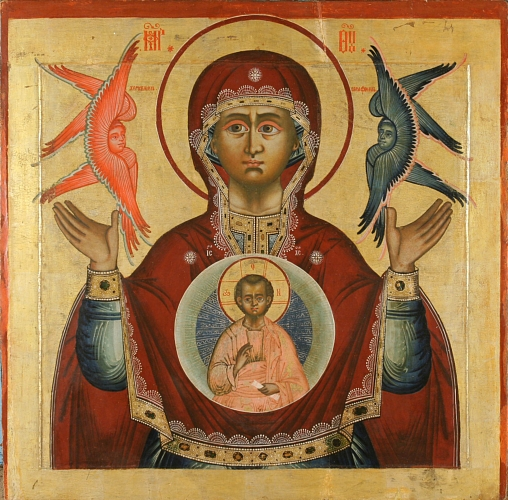
Representació del

En aquestes imatges Maria apareix de front, mirant l'espectador i amb els braços aixecats cap al cel, pregant. Pretén reproduir l'acceptació de Maria dels plans divins durant l'Anunciació. Per aquest motiu la imatge del nen Jesús apareix dins una aurèola dins les robes d'ella, indicant la futura concepció (tot i que aquest medalló sol ubicar-se al pit i no al ventre de la mare). Dos passatges bíblics es troben a la base d'aquesta representació. En primer lloc, el passatge de l'evangeli segons Lluc on un àngel visita Maria i li anuncia que serà mare. Després de l'astorament ella respon: «Sóc l'esclava del Senyor: que es compleixin en mi les teves paraules» (Lc 1, 38). Aquesta submissió també es representa en una imatge coneguda com la Verge de la Humilitat. El segon passatge bíblic és la profecia continguda al Llibre d'Isaïes (Is 7,14) sobre la concepció de Déu per part d'una verge, fet que serà considerat un signe o senyal pels seus seguidors. Per aquest motiu aquesta icona rep sovint el nom de Platitera (en grec 'més ampla', fent referència al signe que inclou el cos de Maria: un anunci de la concepció virginal que és més àmplia que la d'un nadó, ja que Jesús com a fill de Déu salvarà la humanitat sencera. El ventre de Maria, en el moment de la seva acceptació, doncs, esdevé el ventre salvador de tots els homes i d'aquí l'halo que envolta el nen encara no nascut.

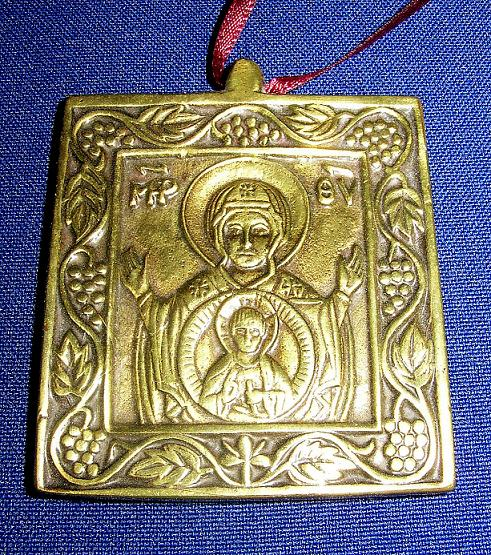
Medalló amb una Panagia arquetípica

Les imatges del tipus Panagia solen acompanyar Maria d'altres atributs canònics, com àngels, abreviatures fent referència a altres títols de la Verge, sants que escorten la figura o ornaments naturals. La postura de Maria pregant és força antiga, ja que es conserven pintures del segle iv, però la representació completa amb el nen al pit comença a aparèixer cap al segle xi a territori rus i des d'allà es va estendre per àrees ortodoxes durant l'edat mitjana. A diferència d'altres icones, que han patit modificacions importants en el simbolisme, la veneració popular ha fet que les Panagia es mantinguin intactes al llarg dels segles i encara es troben monestirs moderns que creen noves pintures o joies representant aquest motiu religiós.
Algunes representacions cèlebres són:
- Verge de Nóvgorod
- Kursk-Root
- Imatge de Tsàrskoie Seló
- Iaroslavl